# Liberal Party of South Africa
Die Liberal Party of South Africa (kurz LPSA oder Liberal Party, afrikaans Liberale Party; deutsch etwa: Liberale Partei Südafrikas) war eine Partei in Südafrika, die von 1953 bis 1968 existierte. Sie löste sich auf, weil ein Apartheid-Gesetz Parteimitglieder unterschiedlicher ethnischer Gruppenzugehörigkeit verbot.

## Geschichte
1951 trafen sich in Pietermaritzburg zahlreiche liberale Menschen, um auf die zunehmende Festigung der Apartheid durch die regierende Nasionale Party (NP) zu reagieren. Dazu gehörten der Schriftsteller Alan Paton, Peter Brown (1924–2004) und Henry Selby Msimang, einer der wenigen Schwarzen bei der Versammlung. Als Reaktion auf den erneuten Wahlsieg der NP im April 1953 gründeten sie am 9. Mai 1953 in Kapstadt die South African Liberal Party. Präsidentin der Partei wurde Margaret Ballinger (1894–1980), die als Abgeordnete für Schwarze auch der Nationalversammlung angehörte. Zu den Vizepräsidenten gehörte Alan Paton. Im Gründungsjahr traf die Parteiführung zu einem Austausch mit der Führung des oppositionellen African National Congress zusammen. Von 1954 bis 1967 erschien die Zeitschrift Contact, die der Partei nahestand und mehrere Jahre von Patrick Duncan herausgegeben wurde.
In den ersten Jahren war die Partei eher gemäßigt eingestellt, besonders die Mitglieder aus der Kapprovinz. Zu den frühesten Forderungen der Partei gehörten die Aufnahme einer Bill of Rights in die Verfassung, ein unabhängiges Verfassungsgericht und anfangs ein erweitertes Klassenwahlrecht. Die politische Diskussion der Partei im Jahr 1954 war zunehmend durch die Idee eines neuen Wahlrechts unabhängig von der Zugehörigkeit zu „Rassen“ geprägt. Auf ihrem Kongress im Juli desselben Jahres in Durban beschloss sie eine enge Zusammenarbeit mit repräsentativen Organisationen der nichteuropäischen Bevölkerung und strebte eine Revision des Wahlrechts an. Am Anfang war die LPSA noch nicht für das allgemeine Wahlrecht eingetreten, forderte nun aber dessen Einführung in Etappen.
1956 wurde Paton National Chairman und damit faktisch Parteiführer. 1958 gab er das Amt an Peter Brown ab, um weiter als Schriftsteller tätig sein zu können, und blieb bis 1968 als President oberster Repräsentant der Partei. 1958 wurden die beiden LPSA-Abgeordneten für die schwarze Bevölkerung in den Wahlkreisen Transkei und Cape Eastern wiedergewählt. Die Partei errang jedoch bei der Wahl für die Sitze der weißen Bevölkerung nur 0,25 Prozent der Stimmen und damit keinen weiteren Sitz. Mit der Abspaltung der Progressive Party von der United Party 1959 rückte die Liberal Party nach links. Aufgrund ihres Antikommunismus stand die LPSA zeitweilig dem Pan Africanist Congress (PAC) näher als dem ANC, der mit der South African Communist Party paktierte. Am 7. Dezember 1959 appellierten ANC, South African Indian Congress und LPSA gemeinsam an die britische Öffentlichkeit, südafrikanische Produkte zu boykottieren. Hierbei spielte das LPSA-Mitglied Patrick van Rensburg eine wichtige Rolle.
Nach dem Massaker von Sharpeville und dem darauffolgenden Ausnahmezustand wurden über 40 meist führende Parteimitglieder verhaftet und gebannt. Teilweise wurden sie bezichtigt, die Ziele des Kommunismus zu unterstützen. 1960 wurden die Parlamentsmandate für weiße Vertreter der schwarzen Bevölkerung abgeschafft, so dass die beiden LPSA-Politiker die Nationalversammlung verlassen mussten. Zur Parlamentswahl 1961 trat die LPSA in zwei Wahlkreisen an, um ihre Ansichten öffentlich äußern zu können. Am Ende des Rivonia-Prozesses 1964 war es Alan Paton, der mit seinem Auftritt vor Gericht für eine mildere Strafe für Nelson Mandela und seine Mitangeklagten eintrat. Auch Paton wurde von der Sicherheitspolizei überwacht; unter anderem wurde sein Telefon abgehört. Der Anteil der nicht-weißen LPSA-Mitglieder nahm zu. Zur Wahl 1966 trat die LPSA nicht mehr an.
1968 erließ die Regierung den Prohibition of Political Interference Act (Act No. 51 / 1968) (etwa: Gesetz zum Verbot von politischer Einmischung), der es südafrikanischen Parteien verbot, Mitglieder unterschiedlicher Hautfarben zu haben, Unterstützung für andere politische Parteien zu gewähren, deren Mitglieder nicht der „rassischen“ Gruppe (definiert nach dem Population Registration Act) der eigenen Mitgliedschaft angehören, Geld aus Quellen von außerhalb des Landes anzunehmen und sich an Veranstaltungen anderer der nach diesem Gesetz verbotenen Kooperationspartnern zu beteiligen. Dieses Gesetz erzeugte weitere Impulse zur beabsichtigten Spaltung der südafrikanischen Zivilgesellschaft. Im Zusammenhang mit den Eingriffen in deren politischen Selbstbestimmung und Willensbildung wurde in diesem Jahr ein Ergänzungsgesetz (Act No. 50 / 1968) zum Separate Representation of Voters Act, der Coloured Persons Representative Council Act (Act No. 52 / 1968) sowie der South African Indian Council Act (Act No. 31 / 1968) beschlossen. In der politischen Realität bildeten sich weitere politische Gruppierungen, die unter Anerkennung des Prinzips der „getrennten Entwicklung“ gruppenspezifische Vertretungsansprüche für sich reklamierten und regierungskonform ausgerichtet waren. Ein Beispiel dafür ist die Federale Kleurling Volksparty mit Tom Swartz an der Spitze.
Da sich die Liberal Party diesem Diktat nicht beugen wollte, löste sie sich, anders als die Progressive Party, bei einem Treffen in der Guildhall in Durban auf.